# Courrières
Courrières település Franciaországban, Pas-de-Calais megyében. Lakosainak száma 10 160 fő (2022. január 1.). Courrières Carvin, Hénin-Beaumont, Montigny-en-Gohelle, Oignies, Fouquières-lès-Lens és Harnes községekkel határos.

## Népesség
A település népességének változása:
| Lakosok száma | 10 639 | 10 696 | 10 675 | 10 512 | 10 544 | 10 554 | 10 360 | 10 199 | 10 160 |
|               | 2013   | 2015   | 2016   | 2017   | 2018   | 2019   | 2020   | 2021   | 2022   |